# Collaborative fashion consumption
Il collaborative fashion consumption (CFC o consumo collaborativo di moda) è un paradigma teorico che comprende varie forme di consumo di moda, accomunate dal fatto che, in esse, i consumatori hanno accesso a capi già esistenti in diversi modi: 
- Entrando in possesso di abiti già esistenti (per esempio attraverso i circuiti del regalo, dello scambio o dell'acquisto di abbigliamento di seconda mano)
- Tramite l'utilizzo di prodotti di moda di proprietà altrui (condivisione, affitto, leasing o prestito)

Il CFC è un modello di business nuovo che va ad abbracciare la sensibilità dei consumatori più giovani, sempre più interessati al tema della sostenibilità e alla salvaguardia del pianeta. L'idea che sta alla base di questa pratica è quella di promuovere l'utilizzo dei prodotti e non il loro possesso. 
Nel ventunesimo secolo la maggior parte dei modi alternativi di acquistare vestiti (ad esempio prendere in presto o scambiare) si è espansa su una scala e in modi che non sarebbero mai stati possibili prima, principalmente grazie alle possibilità fornite dalle tecnologie dell'informazione e della comunicazione (ICT). 
Il CFC non si limita al puro scambio peer-to-peer ma può essere organizzato e stimolato dalle aziende. Oggi, troviamo varie forme di piattaforme online e offline (come siti web e negozi) che facilitano, accelerano e ampliano l'applicazione del consumo collaborativo tra una più ampia gamma di consumatori.

## Tipologie
Esistono varie forme di consumo collaborativo di moda che vengono praticate dai consumatori. Ci sono sette diverse forme di CFC: regalare, scambiare, condividere, prestare, comprare vestititi di seconda mano da amici o familiari, comprare vestiti di seconda mano dai mercatini delle pulci e comprare da negozi di seconda mano. Alcuni preferiscono prendere in prestito i capi di abbigliamento dai negozi in quanto vi è una “garanzia scritta” legata alla qualità e all’igiene; mentre altri preferiscono scambiarsi vestiti tra di loro. 
Abbiamo 2 grandi tipologie di CFC:
1. Peer-to-peer (P2P), basato sullo scambio tra consumatori, più precisamente "pari";
2. Business to Consumer (B2C), basato sullo scambio tra consumatore e organizzazione.

Entrambe le forme di CFC sono differentemente accettate e praticate dai consumatori. Fattori come la proprietà e la fiducia hanno un ruolo importante in questo tipo di transazioni.

### Peer-to-peer
Peer-to-peer è la prima tipologia di consumo collaborativo di moda e può avvenire o direttamente tra due consumatori oppure tramite l'uso di piattaforme proposte dalle compagnie. Questa tipologia presenta delle sotto categorie: regalare, condividere, prestare e scambiare - che non richiedono l'utilizzo di moneta -, oltre all'acquisto di second hand, che richiede invece una compensazione monetaria. 
Una prima forma di scambio Peer-to-peer può avvenire tramite l’uso di piattaforme, online o offline. Tra quelle online, un esempio è costituito dalla piattaforma chiamata “The Freecycle Network”, in cui persone provenienti da diverse parti del mondo regalano dei capi che non utilizzano più. Un altro esempio è la pagina Facebook chiamata: “Free Your Stuff Berlin” in cui cittadini di Berlino regalano oggetti e vestiti per loro indesiderati oppure li prestano agli altri membri. Esempi riferiti all'Italia sono le pagine Facebook intitolate "Te lo regalo se vieni a prenderlo", come ad esempio "Te lo regalo se vieni a prenderlo- Milano".
Una seconda forma di Peer-to-peer è invece mediata e facilitata dalle aziende che promuovono le piattaforme stesse.
In questo modo, il fornitore della piattaforma può compensare le spese come l’affitto della piattaforma, lo sforzo organizzativo, ottenere profitti grazie ad annunci da parte di altre società oppure ricevendo un compenso monetario dagli utenti. In altri casi, il risarcimento può avvenire tramite il pagamento di un biglietto d'ingresso per un evento di scambio o come canone di affitto per uno stand di mercato dell’usato.
Un esempio di piattaforma di compravendita di oggetti di seconda mano organizzata dalle aziende è EBAY, dove la categoria “fashion” è quella maggiormente cercata.
Ci sono anche delle piattaforme dedicate al fashion, in cui persone possono vendere o far noleggiare capi di lusso di seconda mano. Tra le app di vendita vi sono Depop, Vestiaire Collective, Vinted e Etsy.

### Business to consumer
Business to consumer è la seconda tipologia di consumo collaborativo di moda. Esso presenta delle sotto tipologie: affittare, noleggiare e acquistare abbigliamento usato. Tutte richiedono un compenso monetario. 
In questa tipologia, le aziende offrono servizi come sostituti della proprietà del prodotto (noleggio e leasing) o servizi di vendita al dettaglio di seconda mano. A differenza della prima tipologia (peer-to-peer) i consumatori interagiscono meno tra loro in quanto l'impresa controlla la piattaforma e i prodotti, i consumatori sono dei semplici utilizzatori.
La partecipazione è gratuita ma può essere richiesta o una quota monetaria di iscrizione o un compenso non monetario, quale l’esposizione pubblicitaria.
Invece di vendere prodotti di moda le aziende possono offrire servizi di noleggio o leasing. Sono presenti biblioteche di abbigliamento offline o online, un esempio online è “Kleider”, una piattaforma che offre ai suoi membri fino a 4 articoli ogni mese, per un canone mensile di 34 euro. 
Oltre a queste, ci sono anche siti online per noleggiare prodotti di moda, come ad esempio “Girls meet dress”.

## Effetti Ambientali
Il consumo collaborativo di moda può contribuire su diversi piani a rendere più ecologico e sostenibile il mondo dell’abbigliamento. 
Ci sono diverse motivazioni per cui il CFC è considerabile eco-friendly e a basso impatto ambientale. Tra queste si osservano una riduzione dell’utilizzo di risorse e materie prime, il prolungamento del ciclo di vita del singolo prodotto e l’intensificazione dell’uso dei capi. 
Tra i principali effetti ambientali dovuti al CFC troviamo:
1. Effetto efficienza e uso intensificato
2. Effetto Sufficienza
3. Effetto Rebound (Effetto Rimbalzo)

### Effetto efficienza
Tra gli effetti ambientali positivi e sostenibili del collaborative fashion consumption c’è l’eco-efficienza. 
Questa si realizza in due momenti: quando l’input di risorse naturali si traduce in un maggior numero di prodotti utilizzati e quando un certo numero di prodotti utilizzati viene realizzato con un minor impatto ambientale. Entrambe queste situazioni possono essere generate grazie ad un consumo collaborativo di abbigliamento (CFC).
Tra i più ovvi effetti del CFC troviamo infatti l’intensificazione dell’utilizzo dei prodotti. Uno dei problemi del mondo del fashion contemporaneo è il ridotto utilizzo degli abiti, il cui ciclo di vita viene spesso ridotto al minimo.
La vita media di un indumento è stimata essere pari a meno di due anni. La pratica del consumo collaborativo può aiutare a sfruttare al massimo il potenziale d’uso di ogni capo, prima che questi vengano smaltiti.
Uno studio svolto in Gran Bretagna ha fatto emergere come, se la vita media dei vestiti fosse estesa di nove mesi, questo potrebbe portare a un risparmio del 27% del carbonio, al 33% dell’acqua, oltre che a una riduzione molto elevata dei costi di produzione.
L’utilizzo intensificato e il prolungamento della vita media dei prodotti può soddisfare i bisogni dei consumatori senza il bisogno di comprare nuovi capi.

### Effetto sufficienza
L’effetto sufficienza, riferito alla sostenibilità, è quando si soddisfano le esigenze delle persone attraverso la riduzione d’uso di prodotti e servizi.
Delle nuove abitudini di moda sostenibile, potrebbero aumentare l’effetto sufficienza in quanto il consumatore, quando deciderà di acquistare abiti nuovi, tenderà a scambiarli o a comprarli in negozi second hand. Il numero di vestiti, acquistati e posseduti, rimarrebbe così stabile ma essi verrebbero acquisiti attraverso un processo più sostenibile.

### Effetto rimbalzo
Per stimare realisticamente l'impatto ambientale che può avere il consumo collaborativo di moda (CFC) bisogna tuttavia considerare gli effetti rimbalzo implicati in questo nuovo modello di consumo.
Infatti, in contrasto con quello che è stato detto sull’effetto sufficienza, il CFC può incentivare l’acquisto di vestiti. Infatti i capi, essendo usati, tenderanno a costare di meno, dando così la possibilità alle persone di acquistare un numero superiore di vestiti. Per avere un impatto positivo sull’ambiente, il CFC deve quindi essere in grado di sostituire l’acquisto di vestiti nuovi e non diventare un modello di acquisto parallelo.
ll consumatore infatti, se sa che può dare via i propri abiti e rivenderli con grande facilità, è più propenso ad acquistarne di più anche se sa che non li utilizzerà. Inoltre, non è ancora chiaro se i consumatori usino i prodotti noleggiati con la stessa attenzione dei propri prodotti. Una minore attenzione nell'utilizzo dei capi potrebbe portare ad un loro più rapido deterioramento. 
Un altro effetto rimbalzo negativo del CFC sono i costi ecologici di transizione. Se i vestiti usati vengono trasportati da un consumatore all’altro o da un consumatore ad un’azienda, l’emissione di CO2 dei trasporti potrebbe superare l’inquinamento ambientale generato dalla produzione di abiti nuovi.

## Consumo collaborativo di moda e moda sostenibile
La moda ecologica riguarda capi di abbigliamento progettati e prodotti per aumentare i benefici per la società, riducendo al contempo gli effetti ambientali negativi di un capo. Essa considera gli standard ambientali nel processo di produzione cercando di prevenire conseguenze negative sull’ambiente.
La moda etica o “eco-moda” è un concetto diverso rispetto a quello di moda sostenibile. La moda etica si concentra principalmente sulla fase di progettazione e produzione di un prodotto; mentre la moda sostenibile si riferisce a tutto il ciclo di vita dell'abbigliamento, dalla progettazione, alla produzione, al riutilizzo e, infine, allo smaltimento. Tutte queste fasi devono essere in linea con il concetto di sviluppo sostenibile. Infatti la sostenibilità non si riferisce solo alla produzione dei capi, ma anche alle fasi di utilizzo e di post-utilizzo.

### Produzione, legislazione e ruolo centrale dei consumatori
Per promuovere la sostenibilità nel consumo di moda occorre considerare contemporaneamente diversi aspetti, tra cui la produzione e il consumo.
Nella fase di produzione, si è cercato di modificare le pratiche dell'industria della moda concentrandosi sui materiali utilizzati, il design, la tecnologia con la quale vengono prodotti gli indumenti e il salario dei lavoratori. Ciascuno di questi processi ha visto l'applicazione di strategie a supporto della transizione verso la sostenibilità: l'introduzione dell'eco-design, l'applicazione di materiali organici, il miglioramento delle tecnologie e dei processi di produzione, il miglioramento delle condizioni di lavoro dei lavoratori. 
Inoltre, è stato sottolineato il ruolo degli sforzi governativi al fine di indirizzare la moda insostenibile in una direzione più sostenibile. 
La ricerca sulla sostenibilità legata alla moda si è occupata anche della fase del consumo, indagando, in particolare, l'uso che il consumatore fa dell'indumento, nella sua fase di utilizzo e post-utilizzo. Questo perché la sostenibilità della moda non è determinata solo dal materiale, dal design e dalle condizioni di produzione, ma anche dai consumatori e dalle loro intenzioni, comportamenti e abitudini. 
I consumatori svolgono un ruolo significativo nel ridurre gli effetti nocivi del consumo di moda sull'ambiente. Gli effetti nocivi si verificano nella fase di acquisto, utilizzo e post-utilizzo dei capi d'abbigliamento. Inizialmente, i consumatori scelgono quali prodotti di moda vogliono ottenere; successivamente decidono come utilizzare e mantenere i loro prodotti di moda; e infine devono scegliere cosa fare con gli indumenti dopo il loro periodo di utilizzo. 
Comportamenti di consumo di moda sostenibile
Per ridurre gli effetti dannosi sull’ambiente e prolungare la vita dei vestiti si deve: 
- diminuire gli acquisti di vestiti
- lavare i capi in modo meno frequente e a basse temperature
- riciclare i vestiti, laddove è possibile

I consumatori possono praticare il  consumo collaborativo di moda in diverse fasi e modalità:
- acquisizione: attraverso regalo, prestito, condivisione, scambio, noleggio, leasing e acquisto di seconda mano
- utilizzo degli indumenti di seconda mano acquisiti o degli indumenti noleggiati
- post-utilizzo: quando decidono di rendere disponibili i propri capi per un riutilizzo nei circuiti dell'usato.